# Скандијум
Скандијум (Sc, лат. scandium) метал је 3. групе периодног система елемената.[1] Има 12 изотопа чије се атомске масе налазе између 40-51. Стабилан је само 45, који чини скоро 100% његовог изотопа у природи.[2]
Сматра се за један од најређих елемената, будући да га нема нигде у великим количинама, а главни минерал је тортевеитит. Открио га је Ларс Фридрик Нилсон 1879. године у Упсали, Шведска.
Једина позната једињења скандијума су његове соли са остацима органских киселина и хидриди. Та једињења немају никакав практични значај. А од биолошког значаја, претпоставља се да недостатак скандијума изазива рак, али о томе не постоје прецизни подаци.
Скандијум се добија електролизом растопа скандијум-хлорида, {\displaystyle {\ce {ScCl3}}} на цинканој катоди, при чему настаје легура цинка и скандијума, а цинк се затим уклања испаравањем при ниском притиску.

## Историја
Мендељејев, за којег се везује надимак отац периодног система, предвидео је постојање елемента којег је назвао ека-бор, за који је сматрао да има атомску масу између 40 и 48. Тек 1879. Ларс Фредрик Нилсон и његови сарадници открили су овај елемент у саставу минерала еуксенита и гадолинита. Нилсон је добио око 2 грама скандијум-оксида врло високе чистоће. Новом елементу дао је име scandium из латинског Scandia, према Скандинавији. Нилсон наводно није био упознат са Мендељејевијим предвиђањима, али је ту чињеницу запазио Клив и о његовом открићу обавестио Мендељејева.
Метални скандијум је први пут добијен 1937. електролизом еутектичне смесе калијума, литијума и скандијум-хлорида при температури од 700–800°. Прва већа количина 99% чистог металног скандијума произведена је 1960. Његово кориштење у алуминијувим легурама почело је 1971. што је патентирано у САД. Легуре алуминијума и скандијума такође су биле развијене и у бившем Совјетском Савезу.
Ласерски кристали гадолинијум-скандијум-галијум граната (ГСГГ) кориштени су у апликацијама за развој стратешке одбране (у склопу америчке стратешке одбрамбене иницијативе или SDI) током 1980-их и 1990-их.

## Особине
Скандијум је мек метал сребрнастог изгледа. Када је изложен ваздуху, делимично се оксидује и прекрива слојем оксида {\displaystyle {\ce {Sc2O3}}} попримајући благу златно-жуту или ружичасту нијансу. Подложан је атмосферским утицајима и споро се раствара у већини разблажених киселина. Не реагује са мешавином азотне (HNO3) i 48%-тне флуороводичне киселине (HF) у односу 1:1, а сматра се да је то због стварања непропусног пасивизирајућег слоја. Опиљци скандијума се могу запалити у присуству ваздуха, при чему сагоревају бљештавим жутим пламеном и дајући скандијум(III) оксид.
Хемијско понашање скандијума је сличније алуминијуму него елементима треће групе, којој и припада. Узрок томе су сличне вредности редокс-потенцијала.
Реагује са врућом водом, са киселинама гради соли. Врло дуго је имао само теоријски значај и није имао никакву практичну примену. Ипак у задње време почео је да се користи као додатак за легуре од којих се праве антене за мобилне телефоне, јер он поседује јединствене електромагнетне особине које дозвољавају редукцију величине тих антена.

### Изотопи
Скандијум постоји у природи искључиво као изотоп 45Sc, који има нуклеарни спин 7/2. Постоји 13 познатих радиоактивних изотопа међу којима су најстабилнији изотопи 46 са временом полураспада од 83,8 дана, затим 47 са временом полураспада од 3,35 дана и 48 са временом полураспада од 43,7 дана. Сви остали радиоактивни изотопи имају времена полураспада краћа од 4 сата, а већина од тих имају времена полураспада краћа од 2 минута. Овај елемент такође има и пет метастабилних изотопа међу којима је најстабилнији 44mSc.
Изотопи скандијума крећу се од 36 до 60Sc. Њихов примарни начин распада код оних чије су масе ниже од јединог стабилног изотопа, 45Sc, јесте електронски захват, док је примарни начин распада код тежих изотопа емисија бета зрака. Основни производ распада код изотопа са атомским тежинама испод 45Sc је калцијум док су код изотопа са вишим атомским тежинама изотопи титанијума.

## Заступљеност
У погледу распрострањености у Земљиној кори, скандијум није толико редак. Процене о његовој заступљености се крећу од 18 до 25 , што се отприлике може поредити са распрострањеношћу кобалта (20–30 ). Скандијум је тек 50. најчешћи елемент на Земљи (односно 35. најраспрострањенији у кори), али је истовремено и 23. по распрострањености на Сунцу. Ипак, скандијум је врло оскудно дистрибуиран те се налази у траговима у многим минералима. Ретки минерали из Скандинавије и са Мадагаскара као што су тортвеитит, еуксенит и гадолинит су једини познати извори где је скандијум концентриран у довољној мери. Минерал тортвеитит може садржавати и до 45% скандијума у облику скандијум(III) оксида.
Стабилни облик скандијума настаје у супернови путем р-процеса.

## Добијање
Производња скандијума у свету је реда величине око 2 тоне годишње у облику скандијум оксида. Примарна производња износи око 400 кг, док се остатак односи на залихе које је Русија направила током Хладног рата. У 2003. постојала су само три рудника из којих се добијао скандијум: рудници уранијума и жељеза у Жовти Води у Украјини, рудник ретких метала у Бајен Обоу у Кини, те рудник апатита на полуострву Кола у Русији. У сваком од њих, скандијум је био нуспроизвод издвајања других елемената и метала а на тржиште је долазио као скандијум-оксид. Производња металног скандијума је реда величине око 10 kg годишње. При томе се оксид прво преводи у скандијум(III) флуорид те се затим редукује са металним калцијумом.
Мадагаскар и подручје око Ивеланда и Евје у јужној Норвешкој једини имају депозите минерала са великим уделом скандијума, тортвеитита  и колбекита , али се они не експлоатишу. Недостатак сигурне, стабилне и дугорочне производње у знатној мери је ограничио комерцијалну употребу скандијума. Међутим, и поред слабе употребе, скандијум нуди значајне погодности. Нарочито је обећавајућа особина појачавања легура алуминијума незнатним додавањем до 0,5% скандијума. Цирконијума (цирконијум диоксид) стабилизован скандијумом има све већу потражњу на тржишту за употребу као електролит високих перформанси у горивим ћелијама са чврстим оксидима.

## Употреба
Додавање скандијума у алуминијум ограничава неконтролиран раст зрна који се дешава у зонама под великим утицајем топлоте узроковане заваривањем компоненти од алуминијума. Ово има два пожељна ефекта: исталожени  формира мање кристале од оних пронађених у другим легурама алуминијума, а запремина зоне без талога, која обично постоји на границама зрна код алуминијских легура стврднутих обичним хлађењем, је смањена. Оба ова ефекта на одређени начин повећавају корисност легуре. Међутим, легуре титанијума, које су доста сличне по снази и лакоћи, много су јефтиније и у знатно широј употреби.
Легура са ознаком  се показала да је снажна као титанијум, лака попут алуминијума, а тврда као керамика.
Основна употреба скандијума по тежини је у алуминијумско-скандијумским легурама које служе за израду мањих компоненти у авиоиндустрији. Те легуре садрже између 0,1% и 0,5% скандијума. Кориштене су у производњи руских војних авиона, нарочито за МиГ-21 и МиГ-29.
Неки предмети међу спортском опремом, за које је потребно користити материјале високих перформанси, направљени су од легура скандијум-алуминијума, међу којима су бејзбол палице и делови и рамови за бицикла. Штапови за лакрос су такође једним делом направљени од скандијума. Америчка компанија за производњу оружја Smith & Wesson користи легуре скандијума за израду револвера, где оне улазе у састав оквира и кућишта, док се за цеви револвера користе титанијумски или угљенични челици. Стоматолози користе кристалне ласере од ербијум-хрома: итријум-скандијум-галијум граната (скр. Er, Cr: YSGG) за уклањање каријеса и у ендодонцији.
Прве метал-халогене лампе засноване на скандијуму патентирао је Џенерал електрик, а првобитно их је почео производити за тржиште Северне Америке. Данас се оне производе у готово свим развијенијим индустријским земљама света. Око 20 kg (у виду ) скандијума се годишње потроши у САЂу за производњу високоинтензитетних лампи на бази пражњења. Скандијум јодид, заједно са натријум јодидом, када се додаје у измењени облик лампе на бази живиних пара, добија се једна врста метал-халогене лампе. Овакве лампе су извор беле светлости са високим индексом узврата боје, која у довољној мери замењује сунчеву светлост што омогућава добру репродукцију боја код ТВ камера. Око 80 kg скандијума се потроши у свету годишње за производњу метал-халогених лампи односно сијалица.
Радиоактивни изотоп 46 користи се у рафинеријама нафте као средство за трасирање. Скандијум трифлат је каталитичка Луисова киселина кориштена у органској хемији.

## Галерија
- Електронски омотач скандијума
- Кристали скандијума
- Тортевеитит – најпознатија руда скандијума
- Спектралне линије скандијума у видљивом спектру